# Boris (série télévisée d'animation)
Pour les articles homonymes, voir Dhondt et Boris.
 (mai 2023).
La mise en forme du texte ne suit pas les recommandations de Wikipédia : il faut le « wikifier ».
Les points d'amélioration suivants sont les cas les plus fréquents. Le détail des points à revoir est peut-être précisé sur la page de discussion.
- Les titres sont pré-formatés par le logiciel. Ils ne sont ni en capitales, ni en gras.
- Le texte ne doit pas être écrit en capitales (les noms de famille non plus), ni en gras, ni en italique, ni en « petit »…
- Le gras n'est utilisé que pour surligner le titre de l'article dans l'introduction, une seule fois.
- L'italique est rarement utilisé : mots en langue étrangère, titres d'œuvres, noms de bateaux, etc.
- Les citations ne sont pas en italique mais en corps de texte normal. Elles sont entourées par des guillemets français : « et ».
- Les listes à puces sont à éviter, des paragraphes rédigés étant largement préférés. Les tableaux sont à réserver à la présentation de données structurées (résultats, etc.).
- Les appels de note de bas de page (petits chiffres en exposant, introduits par l'outil «  Source ») sont à placer entre la fin de phrase et le point final[comme ça].
- Les liens internes (vers d'autres articles de Wikipédia) sont à choisir avec parcimonie. Créez des liens vers des articles approfondissant le sujet. Les termes génériques sans rapport avec le sujet sont à éviter, ainsi que les répétitions de liens vers un même terme.
- Les liens externes sont à placer uniquement dans une section « Liens externes », à la fin de l'article. Ces liens sont à choisir avec parcimonie suivant les règles définies. Si un lien sert de source à l'article, son insertion dans le texte est à faire par les notes de bas de page.
- La présentation des références doit suivre les conventions bibliographiques. Il est recommandé d'utiliser les modèles {{Ouvrage}}, {{Chapitre}}, {{Article}}, {{Lien web}} et/ou {{Bibliographie}}. Le mode d'édition visuel peut mettre en forme automatiquement les références.
- Insérer une infobox (cadre d'informations à droite) n'est pas obligatoire pour parachever la mise en page.

Pour une aide détaillée, merci de consulter Aide:Wikification.
Si vous pensez que ces points ont été résolus, vous pouvez retirer ce bandeau et améliorer la mise en forme d'un autre article.
 (août 2022).
Boris est une série télévisée d'animation française adaptée et réalisée par Serge Élissalde, produite par Les Films d'Arlequin, diffusée depuis le 4 décembre 2013 sur France 5 dans Zouzous,
Au Québec, la série était diffusée sur Télé-Québec, depuis le 17 janvier 2014, et sur TFO dans le flux jeunesse Mini TFO
Elle est inspirée des ouvrages de la série jeunesse Boris de Mathis, publiée par les Éditions Thierry Magnier.

## Synopsis
Boris est un jeune ourson et soyez-en sûr, partout où il passe c'est la catastrophe, donc tout le monde le fuit. Même son amour, l'oursonne Alice.

## Liste des épisodes

### Saison 1 (2013)
Seulement sur YouTube 
1. Le Noël des petits jouets (The toys) (28)
2. Bande de trouillards (A bunch of chickens) (27)
3. Je sais compter jusqu'à 1 (One more) (49)
4. C'est ma chambre (It's my bed) (26)
5. Vive le printemps (The spring) (84)
6. T'es qui toi ? (The coach) (33)
7. Petit Morveux (Forecast) (51)
8. Je veux des bisous (Kisses away) (32)
9. Cache-cache (Hide and seek) (34)
10. Quand je serai grand (Together forever) (80)
11. Vive l'aventure (The adventure) (81)
12. Salut voisin (Good neighbor) (44)
13. Je veux cette pomme (The disgusting apple) (25)
14. Qu'est-ce que tu fais ? (What are you doing?) (61)
15. Moi, je dis non ! (No comment) (36)
16. C'est moi qui commande (Neon lights) (50)
17. Et pan ! (Imanjury) (58)
18. Salut cousine (The girl) (43)
19. Vive la nature ! (The nature) (72)
20. Un parfait petit avion (Happy national paper airplane day!) (71)
21. On s'ennuie (Annoying) (69)
22. Tous à l'école (And now go!) (68)
23. À l'attaque !! (The future is gold) (82)
24. Roger le robot (The robot) (29)
25. À l'eau (Beat down) (60)
26. Il neige (The snow) (37)

### Saison 2 (2015)
Seulement sur YouTube 
1. Le plus Fort des papas (Diddy daddy) (21)
2. Monstre d'avril (The 1st april) (22)
3. Tous à la poubelle (Daydreams) (70)
4. Boris-Ville (The track) (79)
5. Boum boum bada boum (The group musical) (35)
6. À la piscine (Pool party) (66)
7. Je sais écrire Boris (B.O.R.I.S.) (67)
8. Petit cochon (The pig) (57)
9. Paf le moustique (The invisible insect) (48)
10. 1, 2, 3, partez (1 2 3 go!) (47)
11. Attention fantôme (The ghost) (42)
12. Ah, la poisse (The smoke) (56)
13. Vivement demain (Non stop) (45)
14. Boris de la jungle (Tarzan) (46)
15. Albert déménage (The apple) (53)
16. Boris chevalier (Once up on a time…) (52)
17. Le grand jour (the big day) (62)
18. Boris détective (The vaste escape) (64)
19. Lapinou (The bunny) (63)
20. Mon grand secret (The pencil) (65)
21. Bla bla bla (Nanana) (77)
22. Un serpent à l'école (The snake toy) (74)
23. Je sais siffler (The big out day) (73)
24. Prout (Bizzarloaclopase) (78)
25. Superrr Boris (Corona) (30)
26. Hic ! (Hiccup) (40)
27. Le choix de Boris (The choise) (75)

### Saison 3 (2019)
1. Gérard le cartable (The group) (01)
2. Bonne nuit Alice (Yes or no) (02)
3. Chouette des lunettes (Virtual paradise) (03)
4. Les bêtises (Magic) (04)
5. Les courses, pas la course (The comedy) (05)
6. Un drôle de Jean-Loup (Suspense) (06)
7. Pipi au lit (Magic poop) (07)
8. Le doudou de Boris (The prison) (08)
9. Silence Boris !! (Flashback) (09)
10. La dent de Boris (The fairy) (10)
11. Le cinéma de Boris (The movie) (11)
12. Le travail de papa (Power) (12)
13. Un ogre bien caché (The forest) (13)
14. Le plus du monde (Around the world) (14)
15. D comme Doris (You and me) (15)
16. Courage Boris (Toxic) (16)
17. Et moi, et moi et moi ? (And now) (17)
18. Le roi de la casserole (The chef) (18)
19. Boris et Boris (Flamming lights) (19)
20. La tablette (The screen) (20)
21. Vache en goguette (The cow) (31)
22. SOS Petites bêtes (The worst fear of insects) (54)
23. Dimanche on s'ennuie (Groovy) (59)
24. Le vrai Père Noël... en vrai (Merry Christmas) (83)
25. Une chouette sorcière (Tower of London) (76)
26. Le remplaçant (Never like me) (55)
27. Le pépin de Boris (The baby) (39/85)
28. Le monde de Boris (The world)  (23/38)
29. Le babou de Boris (The thing) (24/41)

par ordre alphabétique intégrale saison 3 sur youtube
Bonne nuit alice
Boris et boris
Chouette des lunettes
Courage boris
D comme doris
Dimanche on s'ennuie
Et moi et moi et moi?
Gérard le cartable
Les bêtises
Les courses pas la course
Le cinéma de boris
Le travail de papa
Le vrai père noël en vrai
Le plus du monde
Le roi de la casserole
Le remplacement
La tabelette
La dent de boris
Silence boris
SOS petitte bêtes
Un ogre bien caché
Une chouette sorcière
Vache en gougette
le monde de boris
le babou de boris
le pépin de boris

## Voix originales
- Lilhiou Bellini
- Raphaël Lamarque
- Alexandre Aubry
- Céline Ronté
- Mathilde Hennekinne
- Noa Jacquet
- François Jérosme
- Philippe Rigot
- Brigitte Virtudes : la vache[1]
- Vincent Violette
- Soazig Ségalou (saisons 2,3)

## Personnages
- Boris : le personnage principal. Il est très curieux est espiègle. Son short est rouge.
- Ses jouets sont : le serpent, le canard, l'ours, Lapinou, la vache, le clown, la balle, le chien, le marteau, la brique, le cube, le râteau, Roger (saison 2) et Gérard (saison 3)
- Alice : la cousine de Boris.
- Le père de Boris. Il porte une salopette bleue
- La mère de Boris. Elle porte une robe.
- Jean-Oswald : le voisin de Boris. Il porte un short bleu. C'est un chat.
- Albert : l'asticot de Boris.
- Le glacier : Il apparaît dans l'épisode Moi, je dis non ! C'est un cochon.
- Un pêcheur : Il apparaît dans l'épisode On s'ennuie... C'est un ours.
- Personnages d'arrière-plan : les mouches, des canards (épisode Cache-cache), un escargot (épisode Salut voisin !), un poisson (épisode On s'ennuie), une mouette.
- Les parents d'Alice : Sa mère est une ourse et son père est un chat, qui fait penser au père de Jean-Oswald.
- Les parents de Jean-Oswald : Sa mère est un chat femelle et son père est un chat, qui fait penser au père d'Alice.
- "Moi" : C'est le reflet de Boris dans le miroir.

## Livres
Les ouvrages de la série littéraire jeunesse Boris de Mathis sont publiés par les Éditions Thierry Magnier.